# Сцена (песня)
«Сце́на» — эстрадное музыкальное произведение в жанре авторской песни с элементами социально-политического протеста, созданное Игорем Тальковым в конце 1980-х гг. Получило известность после исполнения его Тальковым на международном музыкальном конкурсе «Ступень к Парнасу» (1989), а также после студийных изданий (с 1993 года).

## История создания
Песня была написана Игорем Тальковым в конце 1980-х гг. как автобиографическая. Строки «Сцена! Я дошёл до тебя и стою и пою наконец-то» отражают личный творческий опыт поэта, который на протяжении тринадцати лет выступал на сцене вместе с различными популярными исполнителями и коллективами, но не имел права петь свои собственные песни, довольствуясь лишь ролью бас-гитариста, клавишника, аранжировщика, либо возможностью подпевать безынтересным ему исполнителям, в то время как большая часть его стихов писалась «в стол» без видимых перспектив когда-либо их спеть.
По содержанию песня в целом представляла собой выражение неприятия «официоза» советской эстрады и описание удовлетворённости поэта тем, что он наконец получил право выступления на большой сцене, которое появилось у Талькова после исполнения им на фестивале «Песня года» композиции «Чистые пруды» в 1987 году. «Сцена» была показана Игорем Тальковым на международном музыкальном конкурсе «Ступень к Парнасу» в 1989 году, после чего получила известность.
Впервые студийная запись песни «Сцена» увидела свет уже после убийства Талькова в посмертном релизе музыканта «Ностальгия», изданном при участии музыкального продюсера Александра Шульгина в 1993 году.
Во время одного из переизданий песен Талькова композиция «Сцена» дала название одному из переиздаваемых альбомов: «Сцена» (2001). В нём же был опубликован дополнительный вариант песни, который был записан на концерте в ДК МИСИС.

## Мнения
Исследователь песенной поэзии Игоря Талькова, доктор филологических наук Илья Ничипоров, называя песню «Сцена» известной, так охарактеризовал это произведение:

…тернистый путь поэта к сцене сопряжен с острейшей социальной борьбой, противостоянием силам зла и преисподней («А дорогу к тебе преграждала нечистая сила»), которое порождало внутреннюю дисгармонию в душе творца («в душе затаилась на долгие годы тоска»), преодолеваемую лишь духовным упованием на Высшую силу: «Да поможет нам Сила Господня!».

Литературный критик Генрих Митин в 2000 году в газете «День литературы» отметил, что в песне «Сцена»: «Тальков кратко, но сильно описал нравы нашей эстрады — описание верно по сей день! „Продавшимся гадам“ — „чины и награды“, а „настоящих и неподкупных — в могилу“». Самого Талькова автор в данном случае называет настоящим и неподкупным, а также надеющимся, что тому удастся избежать данной участи: «Ну, а происки слуг Преисподней не страшны нам с тобою сегодня, наше время пришло! Да поможет нам Сила Господня!» Критик задает вопрос: а стоило ли «продираться» на такую эстраду, «что на службе у тех, кто не верит ни в черта, ни в Бога»?.

## Издания
- Ностальгия (1993)
- Спасательный круг (1996)
- Лучшие песни (2001)
- Сцена (2001)

## Награды и достижения
- В 1989 году за песню «Сцена» (в совокупности с песнями «Россия», «Летний дождь», «Метаморфозы», «Звезда», «Память», «Родина моя») Тальков получил первую премию Международного музыкального конкурса «Ступень к Парнасу»[4].